# تن مياجي
تن مياجي (باليابانية: 宮城天) هو لاعب كرة قدم ياباني، ولد في 2001 في كاواساكي في اليابان.

## وصلات خارجية
- تن مياجي على موقع رابطة كرة القدم اليابانية للمحترفين (اليابانية)
- تن مياجي على موقع إي إس بي إن إف سي (الإنجليزية)
- تن مياجي على موقع قاعدة بيانات كرة القدم.إي يو (الإنجليزية)
- تن مياجي على موقع Soccerway.com (الإنجليزية)
- تن مياجي على موقع عالم كرة القدم.نت (الإنجليزية)